# 李聖宗
李圣宗（越南语：／；1023年—1072年）諱李日尊（越南语：／），越南李朝第三代皇帝，1054年—1072年在位。母金天皇太后枚氏。李朝太宗李佛玛第三子。太宗夢到月入枚后怀中，农历順天十四年二月二十五日生於龍德宫。天成元年（1028年），立為太子。多读书，懂音律，善武略。尊號法天應運崇仁至德英文睿武慶感龍祥孝道聖神皇帝。

## 生平
李圣宗为太子时，就经常出征并取胜。登基后，大肆提拔了東宮時期的舊臣，以裴嘉祐為文明殿大學士，范彛為左威衛，陳改為右威衛，劉慶為左清道，王行為右清道，又改神衛匡聖都為拱聖廣德都，委任阮道成為太師，郭擎日為太尉。龍瑞太平二年，宋仁宗封其為交趾郡王。
內政上，李聖宗提倡尊孔，1070年，李圣宗决定在昇龙城建文庙以供奉周公和孔子，同时让皇亲国戚的子弟来此读书。。同時，他也重视农业、大修寺院、救济貧窮。李聖宗又曾於1055年冬说「我居深宫之中，御獸炭，襲狐裘，冷氣猶且如是；況囹圄之中，縲絏之苦，曲直未分，腹之不充，形之不盖，一為寒風所逼，豈不死於無辜？我甚憫之。其令有司發府庫衾席賜之。仍日給二飯。賜天下今年稅錢之半，造東林寺及東究山靜慮寺」。李聖宗又是安南大臣戴幞頭著靴的创始人。
軍事上，他多次对内外战争，彰聖嘉慶二年（1060年），农历6月，諒州牧申紹泰带兵入宋界西平州如嶅縣，捕本州逃亡人，掠指使楊侣才及男女牛馬不可勝數。1061年，亲征沙蕩洞叛乱。1064年又征。1065年征忙貫州。1069年农历二月侵略占城，三月攻克佛誓。五月，元帥阮常傑（李常杰）俘獲第矩於真臘界。其在占城王宫大宴群臣，后下令纵火焚城。軍隊改革上，李聖宗改定军号曰：“御龙、武胜、龙翼、神电、棒圣、保胜、雄略、万捷，皆左右，黥其额‘天子军’。陆军分弓箭手、兵骑(马队、象队)、掷石兵等。一般军队又分为二类：一是正兵、二是番兵，“分为别队，毋得相杂，以防其变。”， 分左右前后四部，合为百队，可互相掣肘，據安南說當時連宋朝大臣也對安南軍制讚譽有嘉，加以仿傚。
1072年，李聖宗駕崩於會僊殿，死后其葬于天德府壽陵，谥仁孝文武皇帝。其子李乾德即位於柩前，是為李仁宗。

## 评价
《大越史記全書》:「帝善於繼承，誠心愛民，重農恤刑，柔遠能邇，置博士科，厚養廉禮，文脩武備，海内謐寧，足爲良主。然疲民力以築報天之塔，費民財以造霪潭之宫，此其所短也。」
史臣吳士連:「恤刑仁民，王正之所先。聖宗慮夫囹圄囚人，或有無辜，因飢寒而至死也，則發給衾席飲食，使養其生；慮夫刑獄官吏，或有家貧，因鬻而受賂也，則增級俸錢食物，使富其家。慮民之乏食也，則下勸農之詔；遭歲之大旱也，則出賑貧之令。始終一心，皆出於誠。况又崇道學，明制度，文事駸駸乎内舉矣。南平占，北伐宋，武威赫赫乎外揚矣。雖他小有過舉，亦不失爲賢君。或曰仁柔有餘，剛斷不足，愚未見其然也。」

## 后妃

### 皇后
- 楊皇后

### 妃嬪
- 黎元妃（倚蘭夫人）

## 子女

### 子
- 李仁宗
- 明仁王
- 崇贤侯，李神宗生父

### 女
- 洞天公主
- 天圣公主